# Sherman Todd
Pour les articles homonymes, voir Todd.

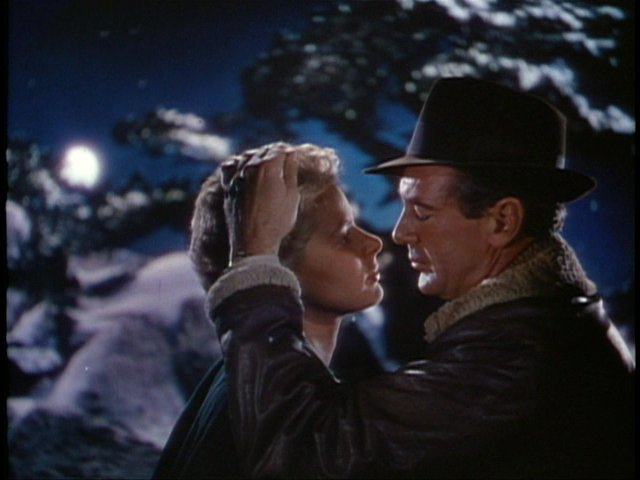
Pour qui sonne le glas (1943) :
Ingrid Bergman et Gary Cooper

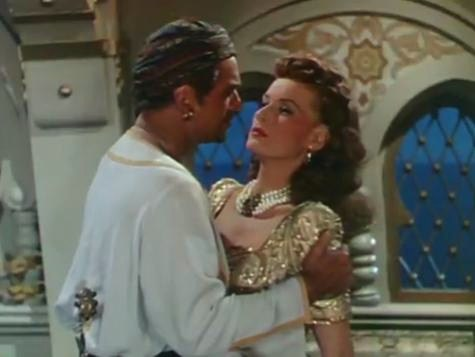
Sinbad le marin (1947) :
Douglas Fairbanks Jr. et Maureen O'Hara

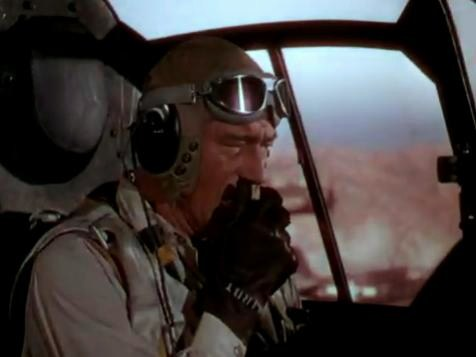
Les Diables de Guadalcanal (1951) :
John Wayne

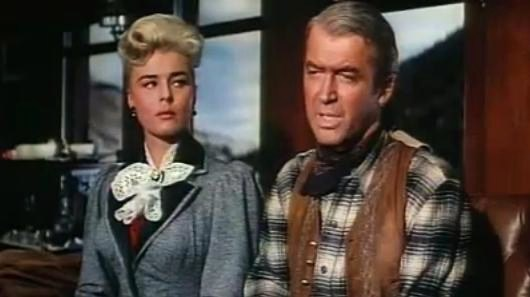
Le Survivant des monts lointains (1957) :
Elaine Stewart et James Stewart

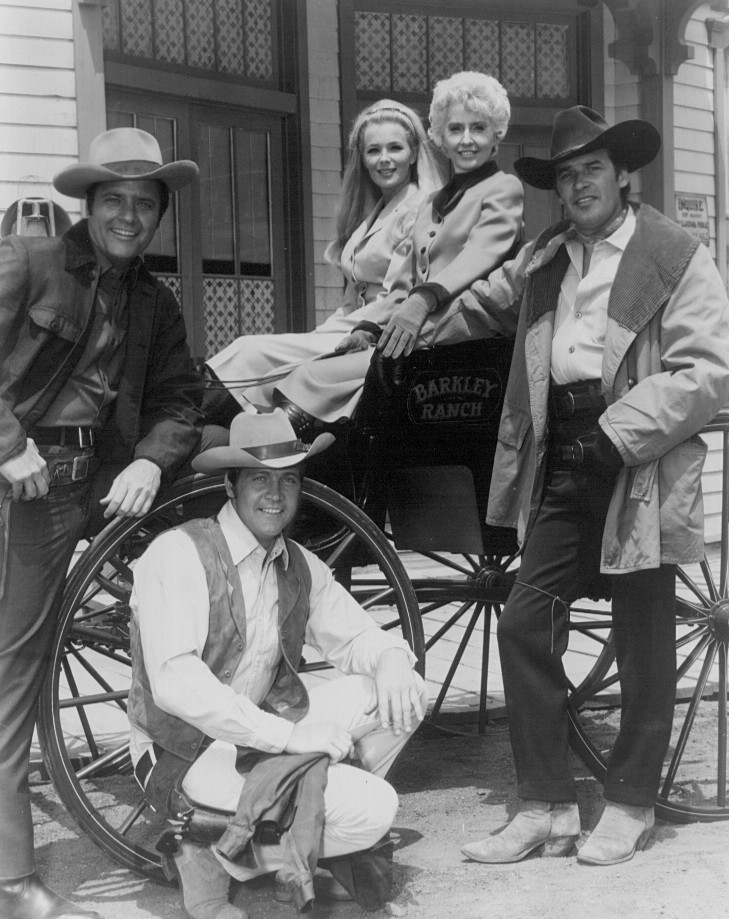
La Grande Vallée (série, 1965-1969) :
De g. à d. : Richard Long, Lee Majors, Linda Evans, Barbara Stanwyck et Peter Breck (photo promotionnelle)

Sherman Avery Todd est un monteur (membre de l'ACE) et producteur américain, né le 1er avril 1904 à Buffalo (Wyoming), mort le 10 juin 1979 à Laguna Creek (Californie).
Il est généralement crédité Sherman Todd, parfois Sherman A. Todd.

## Biographie
Au cinéma, Sherman Todd est monteur de quarante-et-un films américains, le premier sorti en 1931. Mentionnons Stella Dallas de King Vidor (1937, avec Barbara Stanwyck et John Boles), Les Hommes de la mer de John Ford (1940, avec John Wayne et Thomas Mitchell), Une petite ville sans histoire (1940, avec William Holden et Martha Scott) et Pour qui sonne le glas (1943, avec Gary Cooper et Ingrid Bergman) de Sam Wood, Les Amants de la nuit (1949, avec Cathy O'Donnell et Farley Granger) et Les Diables de Guadalcanal (1951, avec Robert Ryan et John Wayne) de Nicholas Ray, ou encore le western Le Survivant des monts lointains de James Neilson (1957, avec James Stewart et Audie Murphy).
Le dernier film qu'il monte est Madame et son pilote de Jack Arnold (avec Lana Turner et Jeff Chandler), sorti en 1958.
Les Hommes de la mer et Pour qui sonne le glas lui valent chacun une nomination à l'Oscar du meilleur montage.
Il est également monteur pour la télévision et contribue à vingt-six séries de 1952 à 1969, dont Au nom de la loi (six épisodes, 1958-1959, avec Steve McQueen), L'Homme à la Rolls (vingt-quatre épisodes, 1963-1965, avec Gene Barry) et La Grande Vallée (trente-quatre épisodes, 1965-1969, avec Barbara Stanwyck).
En outre, Sherman Todd est producteur associé de trois films sortis en 1943 et 1944, dont Tender Comrade d'Edward Dmytryk (1943, avec Ginger Rogers et Robert Ryan).

## Filmographie partielle

### Cinéma
(comme monteur, sauf mention contraire)
- 1931 : Palmy Days d'A. Edward Sutherland
- 1935 : Cardinal Richelieu de Rowland V. Lee
- 1935 : Folies Bergère de Paris de Roy Del Ruth
- 1935 : Folies Bergère ou L'Homme des Folies Bergère de Marcel Achard et Roy Del Ruth (version française de Folies Bergère de Paris)
- 1935 : L'Ange des ténèbres (The Dark Angel) de Sidney Franklin
- 1936 : L'Ennemie bien-aimée (Beloved Enemy) de H. C. Potter
- 1937 : Stella Dallas de King Vidor
- 1938 : The Goldwyn Follies de George Marshall
- 1938 : Madame et son cowboy (The Cowboy and the Lady) de H. C. Potter
- 1939 : Raffles, gentleman cambrioleur (Raffles) de Sam Wood
- 1939 : Mélodie de la jeunesse (They Shall Have Music) d'Archie Mayo
- 1940 : Une petite ville sans histoire (Our Town) de Sam Wood
- 1940 : Les Hommes de la mer (The Long Voyage Home) de John Ford
- 1941 : Le Diable s'en mêle (The Devil and Miss Jones) de Sam Wood
- 1942 : Jeanne de Paris (Joan of Paris) de Robert Stevenson
- 1943 : L'Aventure inoubliable (The Sky's the Limit) d'Edward H. Griffith (producteur associé)
- 1943 : Tender Comrade d'Edward Dmytryk (producteur associé)
- 1943 : Pour qui sonne le glas (For Whom the Bell Tolls) de Sam Wood
- 1944 : Rien qu'un cœur solitaire (None but the Lonely Heart) de Clifford Odets (producteur associé)
- 1946 : From This Day Forward de John Berry (réalisateur de seconde équipe)
- 1947 : La Cité magique (Magic Town) de William A. Wellman
- 1947 : Sinbad le marin (Sinbad the Sailor) de Richard Wallace
- 1948 : Berlin Express de Jacques Tourneur
- 1949 : Les Amants de la nuit (They Live by Night) de Nicholas Ray
- 1949 : Secret de femme (A Woman's Secret) de Nicholas Ray
- 1950 : Celle de nulle part (Our Very Own) de David Miller
- 1951 : Les Diables de Guadalcanal (Flying Leathernecks) de Nicholas Ray
- 1951 : Racket (The Racket) de John Cromwell
- 1952 : Une minute avant l'heure H (One Minute to Zero) de Tay Garnett
- 1956 : Intrigue au Congo (Pearl of the South Pacific) de Joseph Pevney
- 1956 : Coup de fouet en retour (Backlash) de John Sturges
- 1956 : 24 Heures de terreur (A Day of Fury) d'Harmon Jones
- 1956 : L'Homme de San Carlos (Walk the Proud Land) de Jesse Hibbs
- 1957 : Le Survivant des monts lointains (Night Passage) de James Neilson
- 1957 : Istanbul de Joseph Pevney
- 1958 : La Journée des violents (Day of the Bad Man) d'Harry Keller
- 1958 : Madame et son pilote ou Escale à Tokyo (The Lady Takes a Flyer) de Jack Arnold

### Séries télévisées
(comme monteur)
- 1958-1959 : Au nom de la loi (Wanted : Dead or Alive)
  - Saison 1, épisode 14 La Diligence (Die by the Gun, 1958) de Don McDougall, épisode 15 Le Désert (Rawhide Breed, 1958) de Don McDougall et épisode 21 L'Évasion (Reunion for a Revenge, 1959) de R. G. Springsteen
  - Saison 2, épisode 1 Le Petit Joueur (Montana Kid, 1959) de Thomas Carr, épisode 3 Le Prétendant (The Matchmaker, 1959) de Frank McDonald et épisode 14 Chez les indiens (Man on Horseback, 1959) de Don McDougall
- 1959-1960 : L'Homme à la carabine (The Rifleman)
  - Saison 1, épisode 21 The Indian (1959) d'Arnold Laven, épisode 28 The Challenge (1959) de Lewis Allen, épisode 31 The Angry Man (1959) de Jerry Hopper, épisode 34 A Matter of Faith (1959) de Don Taylor et épisode 38 Outlaw's Inheritance (1959) de Don Taylor
  - Saison 2, épisode 9 The Spiked Rifle (1959) de John English, épisode 12 The Baby Sitter (1959) de Sam Peckinpah et épisode 27 The Lariat (1960) de Don Medford
- 1963-1965 : L'Homme à la Rolls (Burke's Law), première série
  - Saisons 1 à 3, 24 épisodes
- 1965-1969 : La Grande Vallée (The Big Valley)
  - Saisons 1 à 4, 34 épisodes

## Distinctions
- Deux nominations à l'Oscar du meilleur montage :
  - En 1941, pour Les Hommes de la mer ;
  - Et en 1944, pour Pour qui sonne le glas.